# Salm (Estado)
Salm es el nombre de un estado del Sacro Imperio Romano Germánico el cual fue gobernado por la casa del mismo nombre desde el 1019 hasta la mediatización dada en las guerras napoleónicas y el Congreso de Viena.

## Historia de Salm y sus particiones
El condado de Salm surgió en el siglo X en Vielsalm, en la región de las Ardenas de la actual Bélgica. Estaba gobernado por una rama menor de la Casa de Luxemburgo, llamada la Casa de Salm.
En 1165, se dividió en los condados de Bajo Salm, en las Ardenas, situado en Bélgica y Luxemburgo, y el condado de Alto Salm, situado en los montes Vosgos, actual Francia.

### Alto Salm y particiones
En el año 1246 el condado de Ober-Salm se dividió y junto a él surgió el condado de Salm-Blankenburg.
En el año 1431 el condado de Bajo Salm se dividió de nuevo y junto a él surgió el condado de Salm-Badenweiler.
El condado de Alto Salm fue heredado por los Wildgraves y Ringraves en 1475, quienes entonces llamaron a su feudo el Wildgraviato y Ringraviato de Alto Salm.
En 1499, el Wildgraviato y Ringraviato de Salm se dividió en dos entidades, el Wildgraviato y Ringraviato de Salm-Kyrburg y el Wildgraviato y Ringraviato de Salm-Dhaun.

#### Salm-Blankenburg
El condado se extinguió en 1506 y fue heredado por la Casa de Lorena

#### Salm-Badenweiler
En 1520 se dividió el condado de Salm-Badenweiler y, junto a él, se creó el condado de Salm-Neuburg. En 1653, el feudo pasó a manos de la casa austriaca de Sinzendorf, pero la casa de Salm siguió utilizando el título hasta 1784, cuando murió el último señor.
El condado fue anexado a la Casa de Lorena desde 1600 hasta 1608, cuando volvió a pertenecer a la familia. En 1670 el territorio fue finalmente anexado a Francia.

#### Salm-Brandeburgo
En 1490, Anne d'Haraucourt, dama de Brandeburgo (1465-1550), se casó con el conde Juan VI de Salm (1452-1505). Como hija única de sus padres, heredó Brandeburgo y lo incorporó a la Casa de Salm. Primero lo heredó su nieto sin hijos, el conde Claudio de Salm (fallecido en 1583), quien dejó el territorio a su hermano menor, el conde Paul de Salm (fallecido en 1595). Su única hija sobreviviente, Cristina de Salm, fue su única heredera. En 1600, también heredó las posesiones de su tío en Badenweiler. Después de eso, se produjo una división: parte de sus posesiones se quedaron con ella y luego fueron heredadas por la Casa de Lorena; otra mitad se mantuvo dentro de la Casa de Salm. De esta mitad de Salm surgió más tarde el Principado de Salm.

#### Salm-Kyrburg
En 1607, el Wildgraviato y Ringraviato de Salm-Kyrburg se dividió en tres partes, escindiéndose el Wildgraviato y Rhinagraviato de Salm-Mörchingen y el Wildgraviato y Ringraviato de Salm-Tronecken del Wildgraviato y Ringraviato original. En 1637 murió el señor de Salm-Tronecken y sus territorios se unieron a Salm-Kyrburg. En 1681 murió el último señor de Salm-Kyrburg y sus territorios se unieron a Salm-Mörchingen.
En 1688 murió el último señor de Salm-Mörchingen. Sus territorios fueron anexados a Salm-Kyrburg.
En 1743 se creó un territorio completamente nuevo de Salm-Kyrburg, esta vez el Principado de Salm-Kyrburg. Poco después, en 1811, Francia lo anexionó y en 1813 lo convirtió en territorio de mediatización. Sin embargo, la familia siguió utilizando los títulos.

#### Salm-Dhaun
En el año 1561, el Wildgraviato y el Rhinegraviato de Salm-Neuweiler y el Wildgraviato y el Rhinegraviato de Salm-Grumbach se separaron de Salm-Dhaun.
En 1697, el Salvaje y el Ringraviato de Salm-Püttlingen se escindieron de Salm-Dhaun.
En 1748 la rama Salm-Dhaun de la familia se extinguió y sus territorios pasaron a la rama Salm-Püttlingen.

#### Salm-Püttlingen
El Salm-Püttlingen se extinguió en 1750. Sus territorios pasaron a manos de Salm-Neuwiller.

#### Salm-Neuweiler
En 1610, el Ringraviato y Wildgraviato de Salm se separó de Salm-Neuweiler y en 1623 pasó a ser Principado de Salm.
En 1803, cuando se secularizó el obispado de Münster, una parte del mismo pasó a manos de los príncipes de Salm-Salm, que ya poseían el señorío de Anholt. Este nuevo principado de Salm, que abarcaba la zona de Borken, Ahaus y Bocholt, pasó a formar parte de la Confederación del Rin. En 1810 fue anexionado a Francia como parte del departamento imperial de Lippe. Tras la derrota de Napoleón en 1815, pasó a manos de Prusia. La rama familiar existe hasta hoy.
En 1696 Salm-Neuweiler se dividió en dos: el Wildgraviato y Ringraviato de Salm-Leuze y el Wildgraviato y Ringraviato de Salm-Hoogstraten. Sus territorios fueron incorporados a Bélgica. Las ramas se extinguieron en 1887 y 1186.

#### Salm-Grumbach
En 1668, el Wildgraviato y el Rhingraviato de Rheingrafenstein-Grenzweiler se separaron de Salm-Grumbach, se transfirieron y anexaron a Prusia. La extinción de la rama se produjo en 1819.
En 1803 Salm-Grumbach fue anexionada a Francia. Los señores de Salm-Grumbach recibieron en compensación en 1803 el Principado de Salm-Horstmar, que fue mediatizado en 1813. La rama familiar vendió sus títulos a Salm-Salm en 1892.

## Soberanos de Salm

### Condes de Salm
- Gisalberto (Conde de Luxemburgo) (1019-1059)
- Herman I (1059-1088)
- Herman II (1088-1138)
- Herman III (1138-1140)
- Enrique I (1140-1165)

Después de esto, el principado se iría partiendo. Véanse las otras páginas en Particiones de Salm.

## Particiones de Salm
Condado de Salm (1019-1165)
- Condado de Bajo Salm (1165-1416)
  - Condado de Salm-Reifferscheid (1416-1639)
    - Condado de Salm-Reifferscheid-Bedbur (1639-1803)
    - Condado de Salm-Reifferscheid-Dyck (1639-1806)
    - Condado de Salm-Reifferscheid-Hainsbach (1734-1811)
    - Condado de Salm-Reifferscheid-Krautheim (1803-1804)
      - Principado de Salm-Reifferscheid-Krautheim (1804-1806)

    - Condado de Salm-Reifferscheid-Raitz (1734-1790)
      - Principado de Salm-Reifferscheid-Raitz (1790-1811)
- Condado de Alto Salm (1165-1499)
  - Condado de Salm-Badenweiler (1431-1600)
  - Condado de Salm-Blankenburg (1246-1506)
  - Wildgraviato y Ringraviato de Salm-Dhaun (1499-1748)
  - Wildgraviato y Ringraviato de Salm-Grumbach (1561-1803)
  - Wildgraviato y Ringraviato de Salm-Hoogstraten (1696-1739)
  - Wildgraviato y Ringraviato de Salm-Horstmar (1803-1813)
  - Wildgraviato y Ringraviato de Salm-Kyrburg (1499-1681)
  - Principado de Salm-Kyrburg (1743-1810)
  - Wildgraviato y Ringraviato de Salm-Leuze (1696-1742)
  - Principado de Salm-Leuze (1742-1743)
  - Wildgraviato y Ringraviato de Salm-Mörchingen (1607-1688)
  - Condado de Salm-Neuburg (1520-1784) (Titular desde el siglo XVI)
  - Wildgraviato y Ringraviato de Salm-Neuweiler] (1608-1696)
  - Wildgraviato y Ringraviato de Salm-Puttlingen (1697-1750)
  - Wildgraviato y Ringraviato de Salm-Salm (1574-1738)
  - Principado de Salm-Salm (1739-1810)